# ماشيكو
ماشيكو هي بلدية في اليابان، وبلدة في اليابان، تقع في توتشيغي، بلغ عدد سكانها 22,500 نسمة وذلك حسب إحصائيات سنة 2018، تبلغ مساحتها 89.40 كيلومتر مربع.